# Rejon wełykobahaczański
Rejon wełykobahaczański – dawna jednostka administracyjna w składzie obwodu połtawskiego Ukrainy.
Powstał w 1925. Miał powierzchnię 1000 km² i liczył około 30 tysięcy mieszkańców. Siedzibą władz rejonu była miejscowość Wełyka Bahaczka.
W skład rejonu wchodziły 2 osiedlowe rady oraz 15 silskich rad, obejmujących 74 wsie.